# Ruud Boymans
Ruud Boymans (Born, 28 aprile 1989) è un ex calciatore olandese, di ruolo attaccante.

## Carriera
Ha giocato nella prima divisione olandese.

## Palmarès

### Club

#### Competizioni nazionali
- Eerste Divisie: 1

Willem II: 2013-2014